# Dubbelt speciella relativitetsteorin
Dubbelt speciella relativitetsteorin eller som den även kallas deformerat speciella relativitetsteorin (DSR) är en modifiering av speciell relativitetsteori, i vilken inte bara ljusets hastighet är konstant, utan även en viss, mycket kort, längd uppfattas lika av alla observatörer. Det finns alltså inte bara en observatörsoberoende maximal hastighet ( ljushastigheten), utan även observatörsoberoende Planckenheter för maximal energi och minsta längd, som måste förbli oförändrade under relativistiska transformationer.
Teorin utvecklades i slutet av 1990-talet parallellt av Giovanni Amelino-Camelia, fysikprofessor i Rom, och Lee Smolin, fysiker numera i Toronto, Kanada, tillsammans med portugisiske kosmologen João Magueijo i London. Den hade även förekommit implicit i en artikel av Paul Merriam. 
Teorin anses fortfarande, ända sedan den offentliggjordes 2002, på grund av den traditionella versionens mycket starka ställning, som mycket spekulativ. Även om den bygger på väl etablerade principer i teoretisk fysik (t.ex. principen om allmän kovarians), så anses den av en majoritet av högenergifysiker som mindre lovande, medan några pekar på intressanta möjligheter.

## Bevekelsegrund
Motiven som ledde till denna teori är följande: 
- Den senaste utvecklingen av fysiken inom strängteori och loopkvantgravitation verkar uppvisa en minsta längdskala, vilket är en grundläggande parameter för dessa teorier. Man försöker därför avgöra, om denna grundläggande parameter kan variera med referensramarna;
- Observationer av kosmisk strålning med mycket hög energi tycks bryta mot den så kallade Greisen-Zatsepin-Kuzmin GZK-gränsen. Om detta brott verifieras, kan det äventyra speciell relativitet i sin nuvarande form.

## Kvalitativ beskrivning
I princip förefaller det svårt att införliva en invariant längdstorlek i en teori som bevarar Lorentz-invarians genom Lorentz–FitzGerald-kontraktion. På samma sätt som speciell relativitet införlivar en invariant hastighet genom att modifiera höghastighetsbeteendet hos Galileitransformationer, modifierar DSR Lorentztransformationer vid små avstånd (stora energier) på ett sådant sätt att tillåta en längdsinvariant skala utan att äventyra relativitetsprincipen.
Postulaten som DSR-teorier bygger på, är:
1. Relativitetsprincipen  gäller, dvs. alla inertiella observatörers ekvivalens.
2. Det finns två observatörsoberoende skalor: ljushastigheten c, och en längd (energi) skala {\displaystyle \lambda } ({\displaystyle \eta =1/\lambda }) på så sätt att när λ → 0 (η → ∞), återställs speciell relativitet.

I denna deformerade speciella relativitetsteori finns ingen utpekad referensram. Modifieringen uppträder vid mycket höga energier.  De är så höga att vi ännu inte nått dit och därför inte heller har kunna upptäcka hur den skiljer sig från den vanliga speciella relativitetsteorin.
I denna modell är ljusets hastighet inte nödvändigtvis konstant, utan den kan öka med fotonernas energi. Hög energi motsvarar korta våglängder, varvid hastigheten i princip kan bli godtyckligt stor. Teorin borde därför kunna beläggas med observationer av högenergetiskt ljus av olika våglängd som sänts ut samtidigt och har färdats till oss långa sträckor.  I avlägsna utbrott av gammastrålar skulle det vara möjligt att hitta tecken på om ljusets hastighet varierar med våglängden.
Även om idén att ändra på den speciella relativitetsteorin en smula inte förefaller särskilt omstörtande, så medför det avsevärda bieffekter för rumtidens struktur. Problemet med deformerad relativitetsteori är främst rent teoretiskt och ligger i att korrekt beskriva växelverkan mellan kvantpartiklarna. Vår föreställning om vad det innebär för två punkter att befinna sig nära varandra får en törn, så tillvida att de troligen inte kan komma hur nära som helst, för att rumtiden visar sig vara kornig på något sätt. Denna och andra säregna egenskaper hos modellen, kan även visa sig komma i konflikt med de observationer som är önskvärda.

## Utvecklingsläget
Jerzy Kowalski-Glikman noterade 2004 att en omedelbar konsekvens av de två postulaten är att DSR-teoriers symmetrigrupp måste vara tio-dimensionell, och motsvara boosts, rotationer och förflyttningar i 4 dimensioner. Förflyttningar kan emellertid inte vara den vanliga Poincarégruppens generatorer, eftersom den skulle ha varit en motsägelse till postulat 2. Då translationsoperatorer väntas bli modifierade, förväntas det vanliga dispersionssambandet
{\displaystyle E^{2}-p^{2}=m^{2}}
bli modifierat och själva närvaron av en energiskala, nämligen {\displaystyle \eta }, tillåter att {\displaystyle \eta }-undertryckta högre ordnings termer införs i dispersionssambandet.
Teorin om DSR är under utveckling och ett flertal parallella vägar prövas. Dessa återstår att falsifieras eller motsägas. DSR kommer att ogiltigförklaras om observationerna inte bekräftar brott mot GZK-gränsen, vilket verkar vara fallet.